# 46610 Besixdouze
Besixdouze (asteroide 46610) é um asteroide da cintura principal, a 1,8607264 UA. Possui uma excentricidade de 0,1802704 e um período orbital de 1 249,13 dias (3,42 anos).
46610 Besixdouze tem uma velocidade orbital média de 19,76909538 km/s e uma inclinação de 2,40122º.
Este asteroide foi descoberto em 15 de Outubro de 1993 por Kin Endate e Kazuro Watanabe.
O seu nome corresponde ao seu número (46610 em decimal) transposto para hexadecimal B612, a designação do asteroide fictício na obra de Saint-Exupéry "O Pequeno Príncipe".